# Emily says hello
Emily says hello es el 96to episodio de la serie de televisión norteamericana Gilmore Girls.

## Resumen del episodio
Además de lidiar con los engreimientos de su esposa Sookie debido a su embarazo, Jackson se ve perseguido por el pueblo cuando se niega a iniciar la reunión, pero Miss Patty le tiende una trampa para que la realice. Lorelai y Rory deciden ir cada una por separado a la cena del viernes, así que la madre irá con Emily y la hija con Richard, para intentar hablarles de una reconciliación entre ambos; sin embargo, Emily afirma que está dispuesta a empezar a salir nuevamente y le pide a Lorelai sugerencias para atraer la atención de un hombre y luego de qué ropa usar para la cita. Por otro lado, Lorelai invita a Christopher para almorzar junto con Rory en el Dragonfly, y le sorprende que padre e hija están enfrentados, pues Rory cree que su padre vino para intentar meterse en la vida de Lorelai. Luke le presta ayuda a TJ con ciertos problemas en su nueva casa, y cuando Lorelai le cuenta del almuerzo que ella tuvo con Rory y Christopher en el Dragonfly, él toma la noticia de lo más normal y afirma que no le molesta en lo absoluto. Mientras que Marty falla en conseguir hablar con Rory sobre una salida juntos, Emily tiene una cena con un amable caballero, pero al regresar a casa rompe en llanto.

## Curiosidades
- Cuando Lorelai habla con su madre, sentadas ambas en el mismo sofá, Lorelai mira repetidamente la hora en un reloj que está parado y siempre marca las siete horas, diez minutos y tres segundos.

- Datos: Q5831421